# Soy paraguayo
Soy paraguayo es una película documental de 2019 realizada por el polaco Wojciech Ganczarek, en la que se entrelazan historias personales de 32 habitantes de las diferentes regiones de la República del Paraguay, entre ellos: los indígenas nivaclé, población criolla, menonitas, inmigrantes europeos y brasileños. El material se estrenó el 21 de septiembre de 2019 en el marco del 28 Festival Internacional de Cine de Paraguay. En mayo de 2020 la película salió al aire por la televisión pública Paraguay TV.  Fue declarada de interés cultural para la Provincia del Chaco, Argentina.
Aparte del largometraje Soy paraguayo fue editada su versión corta, documental de 23 minutos El Grano que Divide, cuyo eje central es el conflicto social relacionado con los cultivos de la soja transgénica y el uso de agroquímicos. 

## Festivales
Soy paraguayo
- 28. Festival Internacional de Cine de Paraguay, Asunción 2019 (distinción honorífica por contribución a la cultura paraguaya)[4]
- 5. Festival de Cine Independiente de Ciudad del Este, Paraguay 2020[5]
- 5. Festival de Cine Etnográfico de Ecuador, Quito 2020[6]
- 16. Festival de Cine Lesbigaytrans de Paraguay, Asunción 2020 (reconocimiento especial)[7]
- 10. SUNCINE Festival Internacional de Cine del Medio Ambiente de México, Guanajuato 2020[8]
- 29. Festival Internacional de Cine de Paraguay, Asunción 2020[9]
- 2. Mostra Latino-Americana de Filmes Etnográficos, Brasil, Natal 2021[10]

El Grano que Divide
- 6. Festival Internacional «Cine en las Montañas», Colombia, Salento 2020[11]
- 11. CORTALA Festival Latinoamericano de Cortos, Argentina, Tucumán 2020[12]
- 7. Semana por la Soberanía Audiovisual, Argentina, Quilmes-Solano 2020[11]
- 1. Festival Internacional de Cine Documental del Medio Ambiente, India, Kerala 2020[13]
- 4. Festival Socio Ambiental Viviendo Cine, Perú, Huancayo 2020[14]
- 19. Muestra Internacional de Cortometrajes Jujuy/Cortos, Argentina, Jujuy 2020[11]
- 3. Festival Internacional de Cine Animal y Ambiental, México, Ciudad de México 2021 (premio por el mejor mensaje ambiental activista internacional)[15]
- 3. Festival Audiovisual El Parque Paraguayo, Argentina, Posadas 2021[16]
- 1. Festival Internacional de Cine Social, Argentina, Buenos Aires 2021[17]
- 24. Faludi International Film Festival and Photo Competition, Hungría, Budapest 2021[18]

## Producción
La particularidad de la película es que la mayor parte del rodaje se llevó a cabo durante un viaje en bicicleta.
La musicalización de la obra contó con la participación voluntaria de Quemil Yambay y Berta Rojas, entre otros. Se utilizó un vasto repertorio del guitarrista y compositor paraguayo nacido a finales del siglo XIX, Agustín Pío Barrios.

## Obras relacionadas
En paralelo con la película se escribió también el libro de crónica periodística Se vende un país. Relatos de Paraguay que comparte varios personajes y temas con el documental Soy paraguayo.
En el año 2022 la película Soy paraguayo fue incorporada a la revista de antropología visual publicada por la Universidad Federal de Pernambuco, Recife.